# Ourtzagh (kommun)
Ourtzagh (franska: Ourtzagh (CR), Ourtzagh (Commune Rurale), arabiska: ارغيوة) är en kommun i Marocko.   Den ligger i provinsen Taounate och regionen Fès-Meknès, i den nordöstra delen av landet, 180 km öster om huvudstaden Rabat. Antalet invånare är 15 216.